# Mahmud Salman
Mahmud Salman (arab. ‏محمود سلمان‎‎, ur. 1889 w Bagdadzie, zm. 1942) – iracki wojskowy.

## Życiorys
Sunnita, pochodził z Bagdadu, był oficerem armii tureckiej, następnie dołączył do sił Wielkiej Syrii skupionych wokół króla Fajsala. Od 1925 służył w wojskach mandatowej monarchii irackiej. Dowodził w niej pułkiem kawalerii, następnie, przed 1940, przeszedł do sił powietrznych. 
Należał do grupy siedmiu oficerów, która w 1937 zorganizowała zamach na Bakra Sidkiego, doprowadzając do obalenia rządu Hikmata Sulajmana, a następnie zdominowała krajową politykę na kolejne kilka lat. Podobnie jak pozostali oficerowie, reprezentował poglądy panarabskie. Razem z Salah ad-Dinem as-Sabbaghem, Kamilem Szabibem i Fahmim Sa'idem tworzył najbardziej wpływową grupę wojskowych znaną jako złoty czworobok. Współorganizował zamach stanu z 1 kwietnia 1941, który obalił rząd Tahy al-Haszimiego i zmusił do emigracji regenta Abd al-Ilaha, ustanawiając rząd Raszida Alego al-Kilaniego. Gdy jego rząd obaliła interwencja brytyjska, zbiegł do Persji. Za sprawą działań nowego probrytyjskiego premiera Iraku Nuriego as-Sa’ida został – razem z pozostałymi oficerami tworzącymi złoty czworobok – skazany na śmierć in absentia. Objęty ekstradycją, w 1942 został wydany władzom irackim i w tym samym roku stracony.